# Psyllaephagus westralis
Psyllaephagus westralis är en stekelart som beskrevs av Edgar F. Riek 1962. Psyllaephagus westralis ingår i släktet Psyllaephagus och familjen sköldlussteklar. Inga underarter finns listade i Catalogue of Life.